# Радченко Сергій Миколайович
Сергій Миколайович Ра́дченко (нар. 13 лютого 1944, Маріуполь) — російський артист балету, балетмейстер. Заслужений артист РРФСР з 25 травня 1976 року.

## Біографія
Народився 13 лютого 1944 року у місті Маріуполі (нині Донецька область, Україна). 1964 року закінчив Московське хореографічне училище, де навчався зокрема у Олексія Єрмолаєва.
Упродовж 1964—1987 років працював у Большому театрі у Москві, керівник трупи «Російський національний балет». Член КПРС з 1974 року. У 1982 році закінчив балетмейстерське відділення Державного інституту театрального мистецтва. З 1990 року — художній керівник театру Московський фестиваль-балет.

## Творчість
виконавець партій
- іспанський танець («Лебедине озеро» та «Лускунчик»);
- Андалузець («Іспанське каприччіо» та «Попелюшка»);
- мазурка і краков'як («Бахчисарайський фонтан»);
- болеро та Еспада («Дон Кіхот»);
- Найстаріший-мудрий («Весна священна»);
- Король мишей («Лускунчик»);
- Візир («Легенда про кохання»).

перший виконавець партій
- Тореро («Кармен-сюїта», 1968, балетмейстер Альберто Алонсо);
- Сікофант («Ікар», 1971, балетмейстер Володимир Васильєв);
- Тушкевич («Анна Кареніна», 1972, балетмейстери Майя Плісецька, Наталія Риженко та Віктор Смирнов-Голованов);
- принц Лимон («Чіполліно», 1977, балетмейстер Генріх Майоров);
- король Дункан («Макбет», 1980, балетмейстер Володимир Васильєв);
- Денисов («Гусарська балада», 1980, балетмейстер Дмитро Брянцев);
- угорський танець («Раймонда», 1984, балетмейстер Юрій Григорович);
- Ноздрев («Ескізи», 1985, балетмейстер Андрій Петров).

Ставив концертні номери, зокрема «Іспанську сюїту» на музику Ісака Альбеніса.
Знімався у фільмі «Балерина» (1969), у телефільмі-концерті «Хореографічні новели» (1973), у телеекранізації балету «Кармен-сюїта» (1978), у телебалеті «Старе танго» (1979).